# 七宝奇谋
《七寶奇謀》（英語：The Goonies）是1985年6月7日在美國上映的冒險喜劇電影。

## 人物角色
| 演員             | 粵語配音 | 角色         |
| 辛·艾斯丁        | 龍寶鈿   | Mikey        |
| 喬許·布洛林      | 鄧榮銾   | Brand        |
| 傑夫·科漢        | 沈小蘭   | Chunk        |
| 柯瑞·費德曼      | 曾慶珏   | Mouth        |
| 凱莉・格林       | 姚天麗   | Andy         |
| 玛莎·普林顿      | 林元春   | Stef         |
| 關繼威           | 黃麗芳   | Data         |
| 約翰・馬塔斯扎克 | 林保全   | Sloth        |
| 勞勃·戴維        | 盧國權   | Jake         |
| 喬·潘托利亞諾    | 朱子聰   | Francis      |
| 安・蘭塞         | 區瑞華   | Mama弗雷泰利 |
| 瑪麗·艾倫·特雷納 | 雷碧娜   | Mrs. Walsh   |
| 露貝・安緹維洛   | 雷碧娜   | Rosalita     |
| 史蒂夫·安廷      | 黃志成   | Troy Perkins |
| 柯蒂斯·汉森      | 金貴     | Mr. Perkins  |
| 基思・A・沃克    | 金貴     | Mr. Walsh    |
| 喬治・洛勃森     | 金貴     | 監獄警衛     |
| Paul Tuerpe      | 金貴     | 治安官       |

## 影響
電影拍攝地點美國俄勒岡州阿斯托里亞（Astoria）在每年6月7日會舉辦「七寶奇謀」為主題的慶祝活動並將這天取名「七寶奇謀日」（Goonies Day）。

## 迴響

### 評價
烂番茄根據64條評論，本片得到新鮮度77%，平均得分6.5／10，觀眾投票得到91%的分數，平均得分4.4／5。在Metacritic上根據13條評論而獲得62分。

## 外部連結
- 互联网电影数据库（IMDb）上《七宝奇谋》的资料（英文）
- AllMovie上《七宝奇谋》的资料（英文）
- Metacritic上《七宝奇谋》的資料（英文）
- 爛番茄上《七宝奇谋》的資料（英文）
- Box Office Mojo上《七宝奇谋》的資料（英文）
- 開眼電影網上《七宝奇谋》的資料（繁體中文）
- 豆瓣电影上《七宝奇谋》的資料 （简体中文）